# White Lines (Don't Do It)
White Lines (Don't Do It) is een nummer van de Amerikaanse rapper Melle Mel uit 1984.
De tekst van het nummer waarschuwt voor de gevaren van cocaïne, verslaving en drugssmokkel. De baslijn in het nummer is gesampled uit een optreden van de Sugar Hill house band, waarin het nummer Cavern van de band Liquid Liquid gecoverd wordt. White Lines (Don't Do It) behaalde de Amerikaanse Billboard Hot 100 niet, wel werd het in het Verenigd Koninkrijk een heel grote hit. In Nederland haalde het nummer de 9e positie in de Tipparade, en in de Vlaamse Radio 2 Top 30 haalde het de 27e positie.

## Duran Duran versie
In 1995 bracht de Britse new waveband Duran Duran een cover van het nummer uit. Dit als tweede single van hun achtste studioalbum Thank You, een album dat allerlei covers bevat. Met een 17e positie werd deze versie een bescheiden hit in het Verenigd Koninkrijk. In Nederland haalde het een 12e positie in de Tipparade.